# Jalkapallon suomenmestaruuskilpailut 1911
Čtvrtý ročník Jalkapallon suomenmestaruuskilpailut 1911 (Finského fotbalového mistrovství) se konal od října do 5. listopadu 1911.
Turnaje se zúčastnilo již nově osm klubů. Vítězem turnaje se stal klub z Helsinek HJK, který porazil ve finále obhájce minulého ročníku Åbo IFK 7:1 a získal tak první titul.